# 沼王鱷屬
沼王鱷屬（意思為「沼澤之王」），為已滅絕的馬氏鱷亞科鱷魚，棲息於上新世至更新世的澳洲。化石發現於昆士蘭州西北部的里弗斯利化石庫。沼王鱷屬於中等體型的鱷魚，體長可達4（13英尺）。牠們具有側面有鋸齒的大顆錐狀齒，且具有寬大的吻部，這讓沼王鱷得以潛伏於淺水中埋伏獵物。 
沼王鱷屬下有2種：模式種為 Paludirex vincenti，由喬爾·里斯捷夫斯基（Jorgo Ristevski）與其同事於2020年發表；以及 Paludirex gracilis，最初由保羅·威利斯與雷夫·莫納於1997年發表，並被里斯捷夫斯基與其同事移到本屬之下。兩個物種最早屬於 Pallimnarchus（意思為「所有沼澤的統治者」），由查理斯·沃爾特·德·維斯於1886年根據數個磷灰石礦化的化石碎片選為是選定模式標本進行發表，這些化石碎片後來被證實來自於不同的物種拼湊而成。由於選定模式標本大多均已遺失，里斯捷夫斯基與其同事認為剩下的部分缺乏可辨認的獨特特徵，因此將屬名 Pallimnarchus 與其模式種 Pallimnarchus pollens 視為是疑名，並將原先被認為屬於 P. pollens 的顱骨化石重新命名為 Paludirex vincenti 並歸納到新屬沼王鱷屬之下。